# یوشیمیتسو شیمویاما
یوشیمیتسو شیمویاما (انگلیسی: Yoshimitsu Shimoyama; ۶ مهٔ ۱۹۷۶ – ) صداپیشگی در ژاپن اهل ژاپن بود. وی از سال ۱۹۹۷ میلادی تاکنون مشغول فعالیت بوده‌است.